# Antoine Claudet
Antoine François Jean Claudet (Lyon, 12 de agosto de 1797 - Londres, 27 de dezembro de 1867), foi um fotógrafo francês que trabalhou com daguerreótipo.

## Biografia
Claudet nasceu em Lyon, França, mas trabalhou na Inglaterra. 
Claudet nasceu em La Croix-Rousse, filho de Claude Claudet, um comerciante de tecidos e Etiennette Julie Montagnat, era ativo em Grã-Bretanha e morreu em Londres. Ele foi aluno de pioneiro da fotografia Louis Daguerre.
Claudet chefiou uma fábrica de vidro em Choisy-le-Roi junto com Georges Bontemps e mudou-se para a Inglaterra para promover a fábrica com uma loja em High Holborn, Londres. Tendo adquirido uma participação na L. JM Daguerre, ele foi um dos primeiros a praticar retratos daguerreótipo em Inglaterra e melhorou o processo de sensibilização usando cloro (em vez de bromo), além de iodo, ganhando assim maior rapidez de ação.
A ele também é atribuida a invenção da luz vermelha (luz de segurança) para o quarto-escuro. Claudet foi o primeiro a sugerir que uma série de fotografias criam a ilusão de movimento.
Muito homenageado em vida, Antoine Claudet morreu em Londres em 1867. Um mês após sua morte, seu estúdio (que era chamado de "Templo da Fotografia") [carece de fontes?] foi consumido por um incêndio retirando da posteridade a maioria de seus trabalhos.